# Nälkäsaari (ö i Birkaland)
Nälkäsaari är en ö i Finland. Den ligger i sjön Muhujärvi och i kommunen Juupajoki i den ekonomiska regionen  Övre Birkalands ekonomiska region  och landskapet Birkaland, i den södra delen av landet, 180 km norr om huvudstaden Helsingfors. Öns area är 0,1 hektar och dess största längd är 70 meter i nord-sydlig riktning.